# Associazione Basket Latina 2009-2010
L'Associazione Basket Latina 2009-2010 ha preso parte al campionato professionistico italiano di Legadue.

## Roster
| Giocatori |
| --------- |

|    | Naz.                                       | Ruolo | Sportivo          | Anno | Alt. | Peso |  |
| -- | ------------------------------------------ | ----- | ----------------- | ---- | ---- | ---- |  |
| 5  | Stati Uniti (bandiera)                     | P     | Courtney Eldridge | 1980 | 176  | 85   |  |
| 6  | Italia (bandiera)                          | A     | Mauro Liburdi     | 1982 | 203  | 98   |  |
| 7  | Italia (bandiera)                          | C     | Antonio Livera    | 1988 | 208  | 102  |  |
| 8  | Italia (bandiera)                          | P     | Giovanni Coronini | 1985 | 192  | 90   |  |
| 9  | Stati Uniti (bandiera)                     | G     | K.C. Rivers       | 1987 | 195  | 92   |  |
| 10 | Italia (bandiera)                          | P     | Marco D'Anolfo    | 1989 | 185  | 85   |  |
| 12 | Slovenia (bandiera)                        | A     | Davorin Dalipagić | 1976 | 203  | 103  |  |
| 13 | Italia (bandiera)                          | G     | Gianni Cantagalli | 1988 | 190  | 85   |  |
| 19 | Italia (bandiera)                          | A     | Donato Cutolo     | 1987 | 198  | 94   |  |
| 24 | Stati Uniti (bandiera) · Italia (bandiera) | C     | Phil Missere      | 1983 | 204  | 102  |  |

| Staff tecnico                 |
| ----------------------------- |
| Allenatore: Luca Ciaboco      |
| Assistente: Gabriele Giordani |

Legaduebasket: Dettaglio statistico